# Springfield (Birmingham)
Pour les articles homonymes, voir Springfield.
Springfield est une subdivision (Ward) créée en 2004 au sud-est de Birmingham en Angleterre, dans le district de Hall Green (en). 

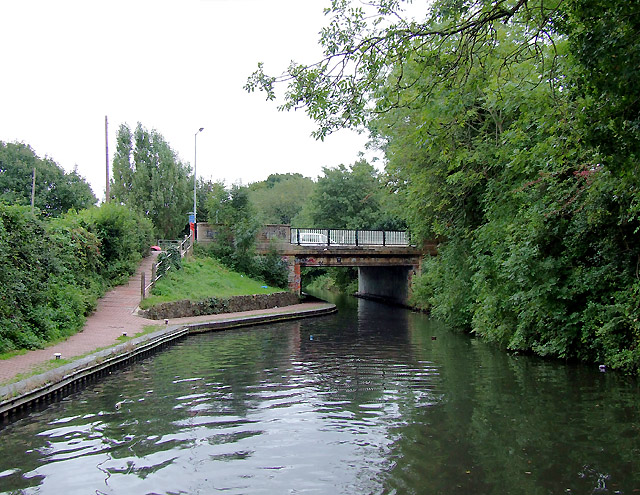
Pont entre Springfield et Warstock.

Sa population était de 28 961 habitants en 2001.